# アリtoキリギリス
アリtoキリギリス（アリとキリギリス）は、かつてホリプロで活動していたお笑いコンビ。略称「アリキリ」。1994年8月結成、2007年活動休止、2016年12月解散。コンビ時代から俳優としての活動が知られていた。

## メンバー
- 石井 正則（いしい まさのり、1973年3月21日 - ）

ボケ担当、（アリ）　神奈川県横浜市出身、血液型O型
現在もホリプロに所属。
- 石塚 義之（いしづか よしゆき、1975年3月26日 - ）

ツッコミ担当、（キリギリス）　東京都江戸川区出身、血液型A型

## 来歴・特徴
身長差20 cm（石井158 cm、石塚178 cm）の凸凹コンビ。身長差のせいで、石井が年下、石塚が年上に見られがちであるが、実際は逆である。石井の知的なキャラクターや、タモリに「受精が雑」と言われた石塚のブサイクさが特徴的。
1994年8月にコンビ結成。1996年、『タモリのSuperボキャブラ天国』（フジテレビ）にめざせ君として初登場。出演するお笑い芸人のほとんどがカジュアルな格好で登場する中、「スーツを着込み名刺を配る礼儀正しいサラリーマン」というキャラが、特に石井にマッチし、注目を集める。
1999年4月に石井が人気テレビドラマ『古畑任三郎』（フジテレビ、第3シーズン）に出演し話題に。三谷幸喜が「ボキャ天」に出演した際「アリ（石井）の方は演技がうまいですね」と発言したことが知られている。
お笑い芸人ではなく、俳優として互いが売れっ子になったため、それぞれピンで、俳優、バラエティ番組、舞台での活動が目立ち、2007年ごろからコンビでの活動は休止状態となった。石井は「仲は良いのだが、ほとんど相方には会ってない」と生放送のバラエティ番組で発言するが、その会場の観客席に石塚が内緒で座っていたため、久しぶりの再会となった。2008年9月28日、『タモリのボキャブラ天国 大復活祭スペシャル!!』（フジテレビ）で久々にコンビでネタを披露した。
2017年6月29日配信の、『コトブキツカサのオールナイトニッポンモバイル第44回』（ニッポン放送）によると、2016年いっぱいで正式に解散したとのこと。以後、両者とも俳優に専念する。

## 出演

### テレビ番組
レギュラー
- タモリのボキャブラ天国（キャッチコピーは『昆虫大戦争』）（1996年10月16日～1999年9月26日、フジテレビ）
- とりあえずイイ感じ。（1999年4月18日～2001年4月8日、日本テレビ）
- 社会の窓2（1999年8月～9月、フジテレビ）
- いつでも笑みを!（1999年10月～2002年9月、関西テレビ）
- ほんパラ!関口堂書店（2000年4月～2001年9月15日、テレビ朝日）
- 変なおじさんTV→志村流→志村塾（2000年10月11日～2004年9月22日、フジテレビ）
- おしゃれ!アイドル学園（2003年10月5日～2004年3月28日、テレビ東京）
- 美川屋本舗〜ヒットの法則〜（2004年10月2日～2005年3月26日、テレビ東京）
- 女優開発プロジェクト ××プロ（2005年4月4日～2006年3月27日、テレビ朝日）
- おまねき猫（テレビ朝日）
- トロイの木馬（フジテレビ） - コーナーレギュラー

不定期出演
- タモリ倶楽部（テレビ朝日）
- アッコにおまかせ!（TBSテレビ）
- ダウンタウンDX（ytv）

### ラジオ番組
- アリtoキリギリスのげーむじん! じん! じん! （1998年4月7日-1999年3月30日 TBSラジオ）
- 赤坂お笑いDOJO（TBSラジオ）
  - 火曜日の0:30から30分間放送。ティーツー出版のげーむじんとタイアップ。
- 有限会社桃太郎商店
- Harikiri Geinin Factory (FMヨコハマ)
- Harikiri Friends Factory（FMヨコハマ）
- 量産型アリtoキリギリス（TBSラジオ、2002年3月終了）
- アリtoキリギリス ODAIBA MUSIC TOWN （ニッポン放送）
- アリtoキリギリスのオールナイトニッポンR（1999年7月14日　特番、ニッポン放送）
- RADIO BERRY WEEKEND REQUEST （RADIO BERRY 栗原治久の後の2代目DJ）

### ドラマ
- 早乙女千春の添乗報告書4 伊豆湯けむりツアー殺人事件（TBS） - オカマ 役
- 古畑任三郎（フジテレビ）
- ナースのお仕事3（フジテレビ）
- 料理少年Kタロー（NHK Eテレ）
- 銭形平次（テレビ朝日）
- 警視庁心理分析捜査官・崎山知子2 雨にゆがむ 女の殺意～ママに捧げる殺人～（テレビ東京・BSジャパン）
- ミッションR3

### 舞台
- SOHJI・そうぢ！(2007年、石井初主演)
- アルプスの少女ハイジ（制作：劇団東少　主催：田辺市教育委員会　助成：和歌山県、(財)和歌山県文化振興財団、2009年7月20日、紀南文化会館 大ホール）-セバスチャン役（石塚のみ）